# Tarzan
Tarzan je izmišljena oseba, junak iz knjižne uspešnice ameriškega pisatelja Edgarja Ricea Burrougsa, rojenega leta 1875 v Chicagu.
Pisatelj je to književno delo ustvarjal v času svoje brezposelnosti leta 1912, pisal ga je na roko, na hrbtne strani starih pisem in ostanke papirja, saj ni imel nobenega denarja za nakup papirja. Zgodbo o Tarzanu je uspel prodati časopisu/reviji All-Story Magazine za 700 dolarjev. Do takrat mu je praktično spodletelo vse česar se je lotil, lotil pa se je do svojega 35-tega leta marsičesa, raznih občasnih del, delal je kot kavboj, zlatokop, vojak v enoti ameriške konjenice, agent za prodajo šilčkov, bil je oče dveh otrok in v čakanju na novo delo še pisec fiktivnih zgodb. Zgodba o Tarzanu je bila zadetek v polno, odprla je serijo ponatisov, stripov, 23 romanov in celo vrsto filmov. Tarzan je postal eden od najbolj priljubljenih likov popularne kulture 20. stoletja. Delo je napisal le leto pred nastopom gospodarske krize v ZDA in svetu ter jo v bistvu napovedal. Ameriki je ponudil vrnitev k naravi, proč od potrošniške družbe in kvarnih vplivov človeka.

## Zgodba o Tarzanu
Pisatelj je v zgodbi opisal dečka, ki je osirotel že v zgodnji mladosti, kot dojenček je izgubil svoje starše, našla ga je skupina goril in ga vzgojila kot člana svoje družine v divjini. Pisatelj dečka poimenuje v neobstoječem jeziku "mangani"- Tarzan s pomenom "Bela Koža". Tarzan je dozorel v mladega moža v divjini med gorilami, z nagonom divje živali in telesnimi sposobnostmi atleta. Ob srečanju z drugimi ljudmi je do njih začutil nerazložljivo vez in njegovo življenje se je za vedno spremenilo. Tarzan s sodobnimi supermani nima veliko skupnega. Prehranjeval se je s hrano, ki jo je sam nabral ali ulovil, predstavljen je kot zaščitnik narave, ogroženih živali, nasprotnik divjih lovcev, izreden poznavalec rastlin ter najboljši ekolog. Pisatelj ga je v zgodbi predstavil kot stereotipno osebo, v skladu s podobo, ki so si jo o Afriki ustvarili takratni ljudje na Zahodu. Pisatelj tam nikoli ni bil, informacije o tamkajšnem življenju je črpal iz zapiskov, spominov legendarnega raziskovalca Stanleya (1841–1904) ter Kiplinga ter njegovega književnega dela Knjiga o džungli.

## Knjižne izdaje Tarzana v angleščini
- Tarzan of the Apes (leta 1912),
- The Return of Tarzan (leta 1913),
- The Beasts of Tarzan (leta 1914),
- The Son of Tarzan (leta 1915),
- Tarzan and the Jewels of Opar (leta 1916),
- Jungle Tales of Tarzan (leta 1919),...

## Knjižne izdaje Tarzana v slovenščini
- Tarzan kralj džungle izdal Konzorcij Jutra (leta 1932) Ljubljana,
- Tarzan strašni izdalo Delo (lata 1976) Ljubljana,
- Tarzan in zlati lev izdalo Delo (leta 1976) Ljubljana,
- Tarzan in ljudlje mravlje izdalo Delo (leta 1976) Ljubljana,